# 天音里菜
天音 里菜（あまね りな、1992年4月11日 - ）は、日本の女優。1カラット（フロム・ファーストプロダクションの子会社）所属。

## 略歴
- 2005年 - アクターズスクール広島スカラシップオーディション - グランプリ受賞[1]。
- 2005年 - 第9回ニコラモデルオーディション - グランプリ受賞[1]。
- 2018年 - ミスiD - 2018セミファイナリスト[1][2]。

## 人物
広島県出身。資格は普通自動車運転免許、ワープロ検定1級。
趣味は音楽鑑賞、ギター、フィルムカメラ。特技はブラインドタッチ。

## 出演作品

### ドラマ
- 孤独のグルメ Season8 第11話 （2019年12月14日、テレビ東京） - カップル客・女性 役
- Youtubeドラマ「モデル、劇団始めました。」[3]（2020年8月20日）
- BS松竹東急「いぶり暮らし」第12話（2022年6月20日）
- テレビ朝日「イミコワ考察ミステリー 不気味な答え」オカルトバスター悪魔召喚（2023年11月11日）- 倉田知世 役
- テレビ朝日「家政夫のミタゾノ」第6シリーズ 第8話（2023年11月28日） - テレビ番組のリポーター 役

### 舞台・ミュージカル
- PU PU Girls旗揚げ公演「女子高」（2018年6月29日）
- 劇団ユニットフェルフェン旗揚げ公演「NOBANKA」新宿眼科画廊 スペース地下（2018年11月2日）
- 「GO,JET!GO!GO!vol.2」（2018年11月29日）
- 舞台「ゲートシティの恋」（2019年1月30日）
- 舞台「70億分の1の恋～告白実行委員会～」CBGKシブゲキ!!（2019年3月6日）
- 舞台「人生いろいろ～島倉千代子物語～」新歌舞伎座（2019年7月5日）
- 舞台　川中美幸特別公演「フジヤマ「夢の湯」物語」（2020年2月4日）
- 舞台　劇団プープージュース本公演「モデル、劇団始めました。」吉祥寺シアター（2020年10月3日）
- 朗読劇「世界が記憶であふれる前に」EX THEATER ROPPONGI（2020年11月14日）
- imgオンライン公演「ありのままに生きろ。今」[4]（2021年5月19日）
- 舞台「シーボルト父子伝〜蒼い目のサムライ〜」（2021年8月4日）
- 舞台「微睡みに降り積もる～キミガイタマチ　キミノイナイコノマチ～」[5]（2021年12月28日）
- 私たちに明日はある[6]（2022年2月24日 - 3月3日）

### CM
- 日本交通横浜株式会社 WEB CM「9ストーリーズ」（2020年4月1日）[7]
- コロナ「NOIL HEAT」（2022年9月20日）[8]

### プロモーションムービー
- OMO（おも）by 星野リゾート（2022年11月1日）[9]

### MV
- 岡崎体育「MUSIC VIDEO」（2016年4月19日）[10]
- FES☆TIVE「ディスコ列島浮世の夢」（2017年1月26日）[11]
- Quarks(kradness×Camellia)「Hold You」（2017年10月20日）[12]
- 村上佳佑「空に笑う」（2018年3月）[13]
- Ircle「あふれだす」（2018年5月）[14]
- 竹内唯人「CINDERELLA」（2020年1月1日）[15]
- Made in Me.「Good Morning」（2020年5月25日）[16]